# Tiaratus caricis
Tiaratus caricis är en insektsart som beskrevs av Alexander Fyodorovich Emeljanov 1961. Tiaratus caricis ingår i släktet Tiaratus och familjen dvärgstritar. Inga underarter finns listade i Catalogue of Life.